# Böhmerland

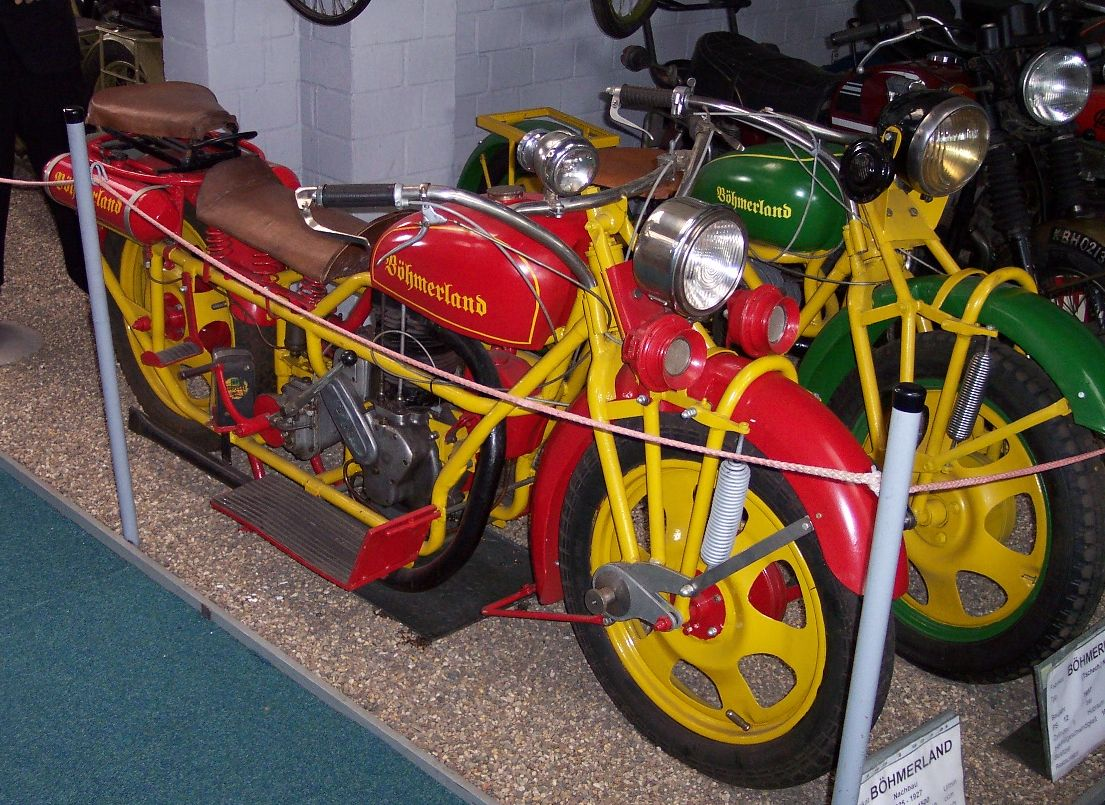
Motocicletas Böhmerland, Niederrheinisches Motorradmuseum

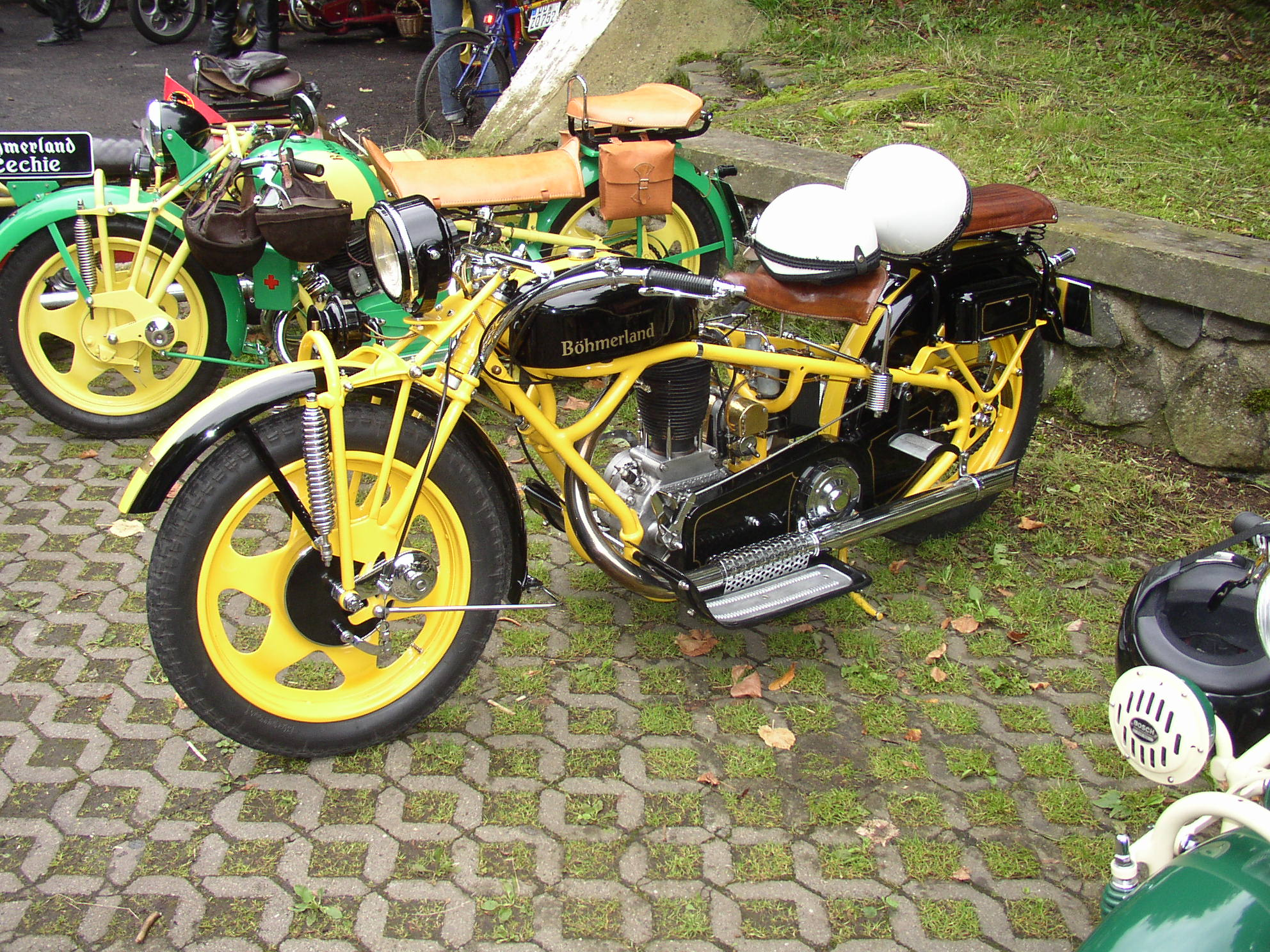
Motocicletas Böhmerland em um encontro em Jiřetín pod Jedlovou

Böhmerland, entregue aos clientes tchecos como Čechie, é considerada a maior motocicleta produzida em série do mundo. Foi produzida de 1925 a 1939 pelo mecânico Albin Hugo Liebisch (Rumburk, Auplatz 26, 26 de julho de 1888 – Passau, 9 de novembro de 1965) em Schönlinde, na então Tchecoslováquia. O motor, o quadro e o garfo peculiar - um braço oscilante curto - foram projetados por Liebisch.
O Böhmerland caracterizou-se sobretudo pelo seu assento de três lugares e pela colocação do motor à frente do condutor, o que lhe conferiu um grande comprimento. Os dois tanques em forma de charuto foram presos à parte traseira do quadro, deixando uma visão clara dos balancins da válvula OHV do motor monocilíndrico afixado entre os joelhos do piloto. Mais tarde, também surgiram modelos com tanques adicionais de desenho usual no tubo superior, que obscureciam a visão dos balancins da válvula. Além da gasolina quando quente, o diesel e o óleo de aquecimento também podiam ser usados como combustível.
Um total de cerca de 775 unidades foram construídas, incluindo modelos especiais como por exemplo uma versão mais curta para apenas duas pessoas e uma versão mais longa para quatro pessoas. Esta última era destinada ao uso militar e tinha duas transmissões, a primeira comandada pelo piloto e a segunda por um dos passageiros. O motor, portanto, tinha nove marchas. Uma versão de corrida também foi feita, que atingia 160 km/h. Um sidecar com roda sobressalente também estava disponível. As motociclitas foram montadas na montadora por 20 operários a partir de peças fabricadas por fornecedores regionais. No total, cerca de 300 pessoas estiveram envolvidas na produção.
Ainda existem cerca de 75 unidades nas mãos de entusiastas e em museus, das quais cerca de 40 estão aptas a circular. O preço de uma cópia restaurada fielmente é estimado (2002) em cerca de 30 000 euros.
O protótipo de um Böhmerland de quatro lugares é exibido no museu PS-Speicher em Einbeck, na Baixa Saxônia. Motocicletas Böhmerland fazem parte do acervo do Museu do Automóvel e da Tecnologia de Sinsheim.
Dados técnicos do modelo principal:
Comprimento: Cilindrada mm
Distância entre os eixos: 2 230 mm
Cilindrada: 600 cm³ com cilindro × curso = 80 × 120 mm
Potência: 16 cv a 3 600 rpm, mais tarde 24 cv a 5 000 rpm
Transmissão: corrente
Velocidade máxima: 95 km/h
O consumo de combustível de um espécime utilizado ao viajar para um encontro de Böhmerlands em uma distância de aproximadamente 300 km foi dado como 4 litros por 100 km (gasolina).

## Galeria

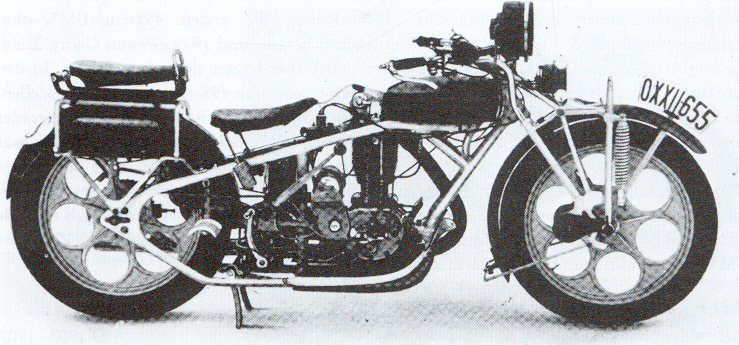
O modelo "Tourer" com 600 cm³ de 1927
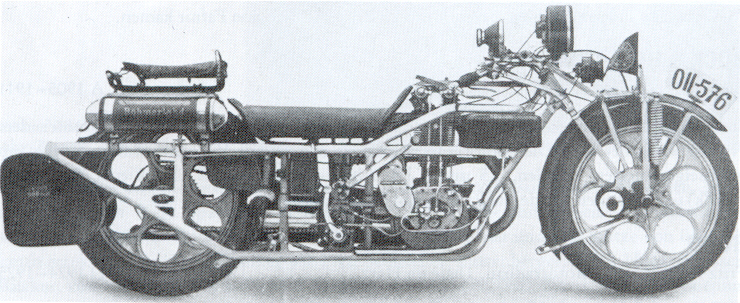
O modelo "Langtourer" com 600 cm³ de 1928
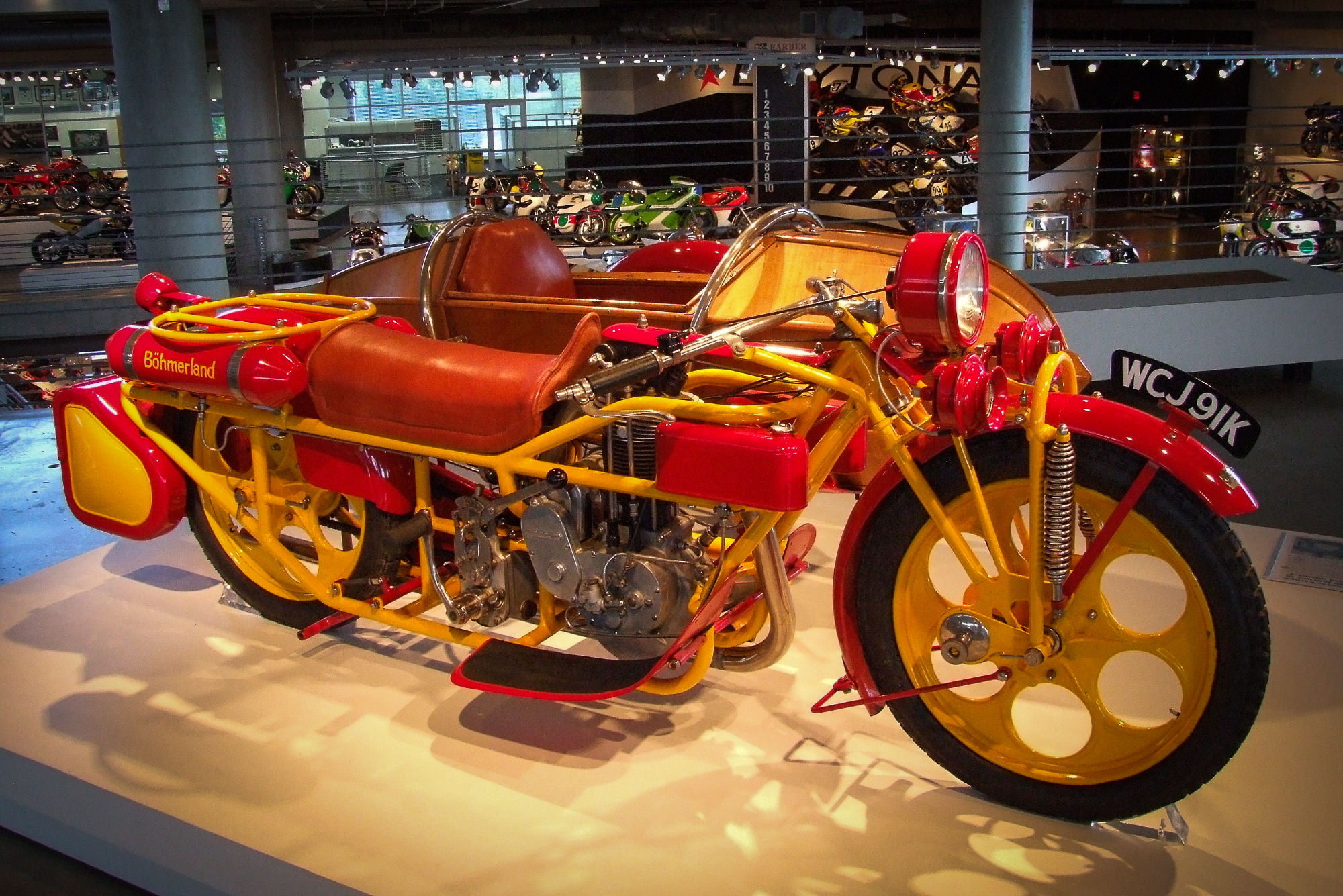
Primeiro modelo (1925) com sidecar. Na versão mais longa com sidecar, 5 pessoas podiam ser transportadas.
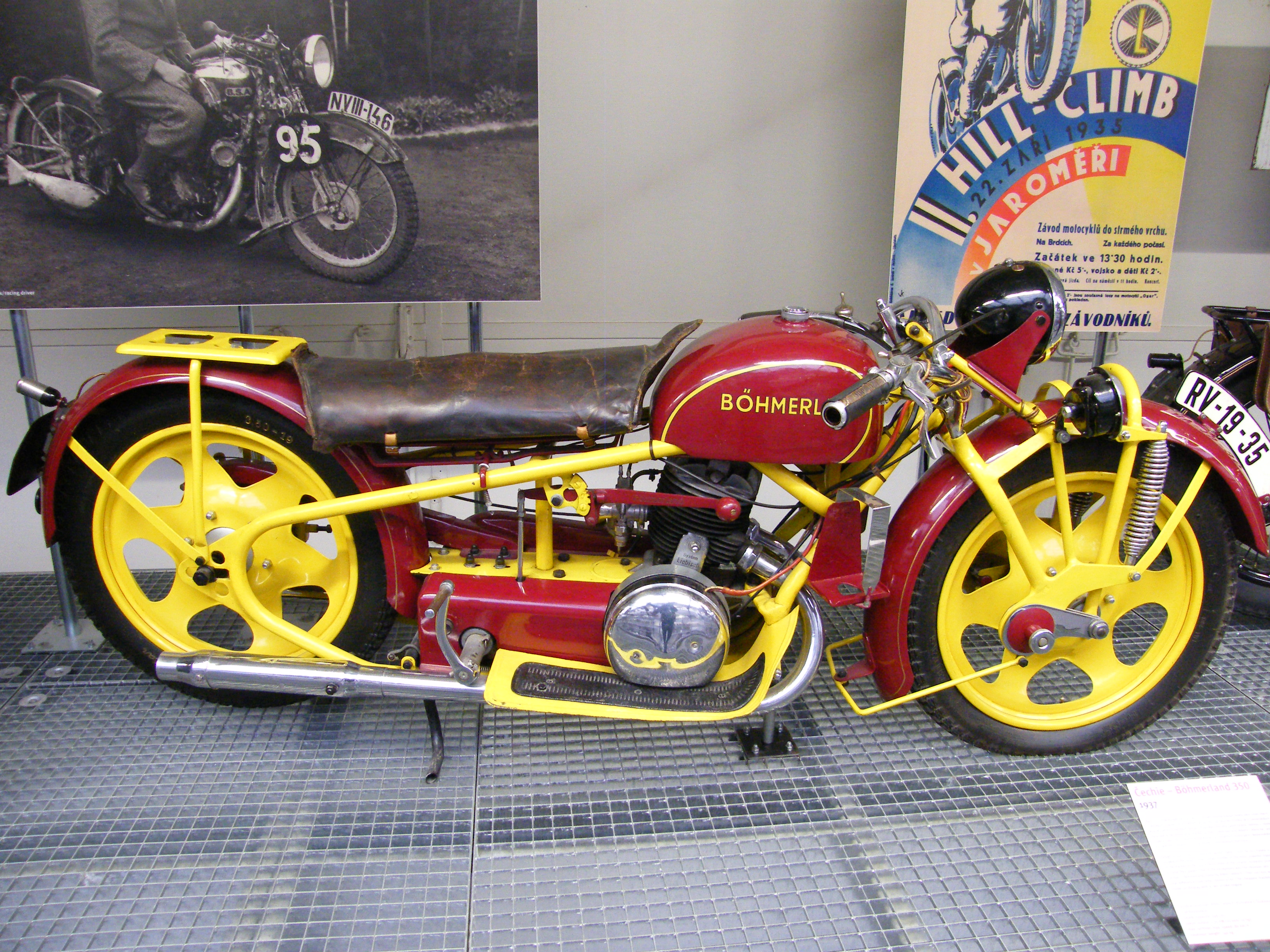
Um modelo de 1937 com 350 cm³ de cilindrada

## "Böhmerland 21"
Desde 2019 pequenas séries de bicicletas personalizadas com motores elétricos e de combustão interna foram lançadas na República Tcheca sob o nome de “Böhmerland 21” (ver links na web).